# Sportalmanach

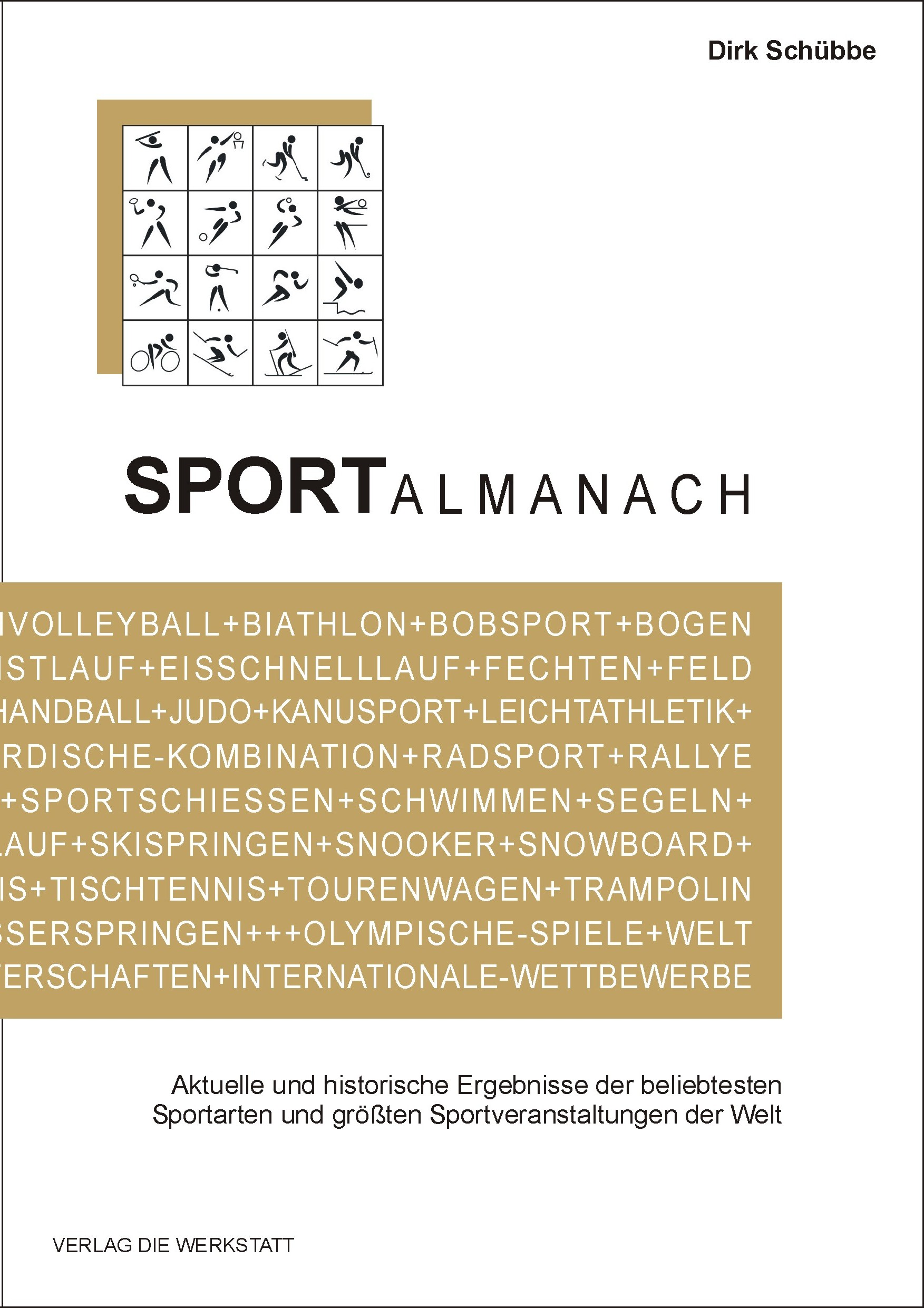
Sportalmanach – das neue Cover

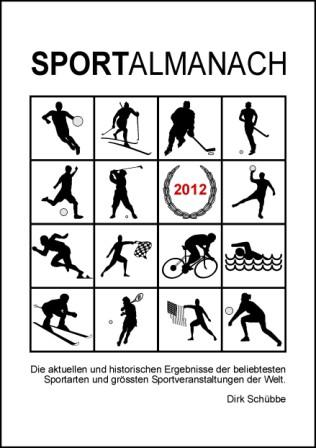
Sportalmanach-Cover

Ein Sportalmanach ist ein Jahrbuch (siehe Almanach), das Sportergebnisse der Vergangenheit auflistet. Er ist eine periodische, meist einmal im Jahr erscheinende Schrift zu einem thematisch abgegrenzten Bereich des Sports. Dabei sind die Sportarten nicht festgelegt, sondern obliegen dem jeweiligen Autor. So gibt es zum Beispiel verschiedene Bücher, die sportliche Großveranstaltungen, wie Olympische Spiele oder Fußball-Weltmeisterschaften, zusammenfassen, und andere, die einzelne Sportarten, wie Fußball, dokumentieren. Sie dienen als Nachschlagewerke und Datenquellen.

## Geschichte des Sportalmanachs

### Kicker Almanach
1935 erschien zunächst das „Olympia-Sparbuch“ des Kicker, das 27 Seiten Kalendarium, 10 Seiten Fotos und 27 Sammelseiten beinhaltete, in die Sammelmarken für 10 Pfennig eingeklebt werden konnten. 1937 wurde der Titel in „Kicker-Almanach“ geändert. Bis 1942 erschienen jährliche Neuauflagen, dann wurde die Publikation vermutlich aus kriegswirtschaftlichen Motiven eingestellt. In der Nachkriegszeit (ab 1949) veröffentlichte der kicker-Nachfolger „Sport-Magazin“ ein ähnliches Nachschlagewerk mit dem Titel „Der allwissende Fußball“, das mehrfach (1950, 1957, 1959, 1962 und 1966) in unregelmäßigen Abständen aktualisiert wurde. Bei dieser Reihe handelt es sich jedoch eher um Statistikwerke, denen die eigentliche Charakteristik eines Almanaches, also der kalendarische bzw. aktuelle Teil, fehlte.
Die Redaktion des 1951 gegründeten neuen „kicker“, deren Personal aus Teilen der Redaktion des „Sport-Magazin“ hervorgegangen war, veröffentlichte im Herbst 1958 mit dem „kicker Almanach 1959“ den ersten Band einer neuen Reihe, die seitdem jährlich erscheint und die außer einem umfassenden Statistikteil auch Daten und Fakten zur jeweils abgelaufenen und der neuen Saison wie etwa Spielerkader etc. enthält. Mit der "Wiedervereinigung" von kicker und Sport-Magazin im Herbst 1968 wurden die Redaktionen von Allwissender Fußball und kicker Almanach, deren statistische Teile ohnehin weitgehend inhaltsgleich waren, vereinigt, bzw. wurde der Allwissende Fußball eingestellt. Obschon die aufgeführten Statistiken im Laufe der Zeit wechseln und ältere oder nicht mehr ausgetragene Wettbewerbe durch andere ersetzt wurden, ist ein ständiges Anwachsen des Umfanges des kicker Almanach zu beobachten. Kamen die Bücher der 1970er Jahre noch regelmäßig mit unter 400 Seiten aus, umfasst die aktuellste Ausgabe (2022) bereits mehr als 900 Seiten und ist somit längst über den ursprünglichen Taschenbuchcharakter hinausgewachsen.

### Handball (Statistisches Handbuch)
Der Deutsche Handballbund veröffentlichte 1972 ein erstes umfassendes Statistikwerk mit Daten und Ergebnissen aus der Geschichte des nationalen und internationalen Handballs („Handball 72“). 1978 folgte ein weiterer Band („Handball-Weltmeister Deutschland, 2. statistisches Handbuch des DHB“), der direkt an den ersten Band anschließt und hauptsächlich Daten von 1972 bis 1978 enthält. In den Folgejahren erschienen von 1979 bis 1983 jährliche sog. statistische Handbücher, die jeweils eine Saison umfassten (1978/79 bis 1982/83) und rund 100 Seiten stark waren. Nach einer Pause von drei weiteren Jahren schloss das  erste "Amtliche Handbuch" des DHB von 1986, das noch dasselbe A5-Format wie die Vorgängerbände besaß, wiederum die seit 1983 entstandene Lücke. In den folgenden zehn Jahren erschienen dann jährlich bis auf 1992 (Saison 1991/92) kleinformatige (DIN A6) Taschenbücher mit den jeweiligen Ergänzungen zur abgelaufenen Saison und kalendarischen Daten der neuen Saison sowie allerlei verbandsspezifischer Daten und Statistiken. Der letzte Band der Reihe erschien 1996. Seither sind keine weiteren Jahrbuchveröffentlichungen zum Handball in Deutschland mehr erschienen.

### Weitere Sportalmanache
Seit 2012 erscheint ein Almanach, der sich nicht nur mit einer einzigen Sportart beschäftigt oder sich eines sportlichen Großereignisses widmet, sondern der die gesamte Breite des Sports erfasst. Der Sportalmanach umfasst 60 Sportarten mit mehr als 500 Wettbewerben und beginnt seine Aufzeichnungen 1851. Im Sportalmanach findet man Ergebnisse, Sieger und Platzierte von nahezu jeder Sportart und den jeweiligen wichtigsten Wettbewerben. Er erscheint alle zwei Jahre, immer in geraden Jahren, wenn Olympische Spiele und Fußball-Europameisterschaften beziehungsweise Fußball-Weltmeisterschaften stattfinden.

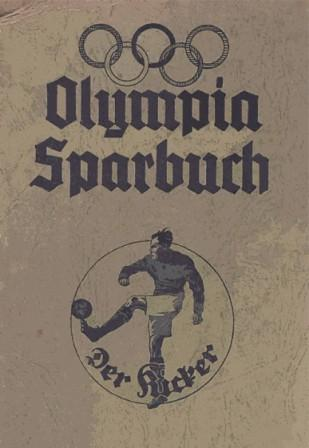
Olympia-Sparbuch-Cover

## Beispiele heutiger Sportalmanache
- Sportalmanach
- Olympische Sommerspiele
- Olympische Winterspiele
- Fußball-Weltmeisterschaften
- Fußball-Europameisterschaften
- Fußball-Bundesliga